# Sanremese Calcio 1985-1986
Questa pagina raccoglie le informazioni riguardanti la Sanremese Calcio nelle competizioni ufficiali della stagione 1985-1986.

## Stagione
Dopo 7 campionati consecutivi in serie C1, la Sanremese incappa nell'annata storta e retrocede in C2.
Una retrocessione già ampiamente annunciata in estate quando la squadra era stata assemblata pescando a piene mani nell'Interregionale ed affidata al carneade Elvio Fontana.

## Divise e sponsor
| 1ª divisa | 2ª divisa |

## Rosa
| N. |                   | Ruolo | Calciatore           |
| -- | ----------------- | ----- | -------------------- |
|    | Italia (bandiera) | A     | Virginio Araldi      |
|    | Italia (bandiera) | D     | Osvaldo Arecco       |
|    | Italia (bandiera) | D     | Fabio Baesso         |
|    | Italia (bandiera) | C     | Francesco Bertolotti |
|    | Italia (bandiera) | A     | Girolamo Bizzarri    |
|    | Italia (bandiera) | C     | Ezio Blangero        |
|    | Italia (bandiera) | P     | Stefano Bobbo        |
|    | Italia (bandiera) | D     | Luigi Cichero        |
|    | Italia (bandiera) | C     | Francesco Conti      |
|    | Italia (bandiera) | A     | Roberto Fantinato    |
|    | Italia (bandiera) | C     | Nicola Ferrari       |

| N. |                   | Ruolo | Calciatore           |
| -- | ----------------- | ----- | -------------------- |
|    | Italia (bandiera) | A     | Danilo Gherghi       |
|    | Italia (bandiera) | D     | Lino Giusto          |
|    | Italia (bandiera) | D     | Marco Lancetti       |
|    | Italia (bandiera) | A     | Fabio Maiano         |
|    | Italia (bandiera) | A     | Fausto Monelli (II)  |
|    | Italia (bandiera) | D     | Roberto Mucci        |
|    | Italia (bandiera) | C     | Luca Oddone          |
|    | Italia (bandiera) | D     | Gaetano Catalano     |
|    | Italia (bandiera) | A     | Salvatore Profumo    |
|    | Italia (bandiera) | C     | Fabrizio Stacchiotti |
|    | Italia (bandiera) | P     | Antonio Vassallo     |

## Risultati

### Campionato

#### Girone di andata
| 22 settembre 1985 1ª giornata | Rimini | 2 – 0 | Sanremese |  |

| 29 settembre 1985 2ª giornata | Sanremese | 0 – 0 | Rondinella |  |

| 6 ottobre 1985 3ª giornata | Reggiana | 2 – 0 | Sanremese |  |

| 13 ottobre 1985 4ª giornata | Sanremese | 1 – 2 | Prato |  |

| 20 ottobre 1985 5ª giornata | Pavia | 3 – 1 | Sanremese |  |

| 27 ottobre 1985 6ª giornata | Sanremese | 2 – 0 | Piacenza |  |

| 3 novembre 1985 7ª giornata | Ancona | 2 – 1 | Sanremese |  |

| 10 novembre 1985 8ª giornata | Sanremese | 1 – 1 | Virescit Bergamo |  |

| 17 novembre 1985 9ª giornata | Varese | 1 – 0 | Sanremese |  |

| 24 novembre 1985 10ª giornata | Sanremese | 0 – 1 | SPAL |  |

| 1º dicembre 1985 11ª giornata | Fano | 2 – 1 | Sanremese |  |

| 8 dicembre 1985 12ª giornata | Sanremese | 1 – 1 | Trento |  |

| 15 dicembre 1985 13ª giornata | Sanremese | 2 – 2 | Padova |  |

| 22 dicembre 1985 14ª giornata | Modena | 4 – 0 | Sanremese |  |

| 5 gennaio 1986 15ª giornata | Sanremese | 1 – 1 | Carrarese |  |

| 12 gennaio 1986 16ª giornata | Legnano | 1 – 0 | Sanremese |  |

| 19 gennaio 1986 17ª giornata | Sanremese | 0 – 1 | Parma |  |

#### Girone di ritorno
| 26 gennaio 1986 18ª giornata | Sanremese | 0 – 0 | Rimini |  |

| 2 febbraio 1986 19ª giornata | Rondinella | 2 – 1 | Sanremese |  |

| 9 febbraio 1986 20ª giornata | Sanremese | 1 – 1 | Reggiana |  |

| 16 febbraio 1986 21ª giornata | Prato | 1 – 0 | Sanremese |  |

| 23 febbraio 1986 22ª giornata | Sanremese | 1 – 1 | Pavia |  |

| 2 marzo 1986 23ª giornata | Piacenza | 2 – 1 | Sanremese |  |

| 9 marzo 1986 24ª giornata | Sanremese | 2 – 1 | Ancona |  |

| 23 marzo 1986 25ª giornata | Virescit Bergamo | 2 – 0 | Sanremese |  |

| 29 marzo 1986 26ª giornata | Sanremese | 3 – 1 | Varese |  |

| 6 aprile 1986 27ª giornata | SPAL | 2 – 0 | Sanremese |  |

| 13 aprile 1986 28ª giornata | Sanremese | 0 – 1 | Fano |  |

| 20 aprile 1986 29ª giornata | Trento | 1 – 1 | Sanremese |  |

| 4 maggio 1986 30ª giornata | Padova | 2 – 1 | Sanremese |  |

| 11 maggio 1986 31ª giornata | Sanremese | 1 – 3 | Modena |  |

| 18 maggio 1986 32ª giornata | Carrarese | 1 – 0 | Sanremese |  |

| 25 maggio 1986 33ª giornata | Sanremese | 2 – 1 | Legnano |  |

| 1º giugno 1986 34ª giornata | Parma | 2 – 0 | Sanremese |  |